# Glomus fulvum
Glomus fulvum är en svampart som först beskrevs av Berk. & Broome, och fick sitt nu gällande namn av Trappe & Gerd. 1974. Glomus fulvum ingår i släktet Glomus och familjen Glomeraceae.   Inga underarter finns listade i Catalogue of Life.